# Вехи (сборник)
Ве́хи. Сбо́рник стате́й о ру́сской интеллиге́нции — сборник статей русских философов начала XX века о русской интеллигенции и её роли в истории России. Издан в марте 1909 года в Москве в издательстве В. М. Саблина. Получив широкий общественный резонанс, к апрелю 1910 года выдержал четыре переиздания общим тиражом 16000 экземпляров. В 1990 году был переиздан тиражом 50000 экземпляров.

## Содержание
- М. О. Гершензон. Предисловие.
- Н. А. Бердяев. Философская истина и интеллигентская правда.
- С. Н. Булгаков. Героизм и подвижничество.
- М. О. Гершензон. Творческое самосознание.
- Б. А. Кистяковский. В защиту права.
- П. Б. Струве. Интеллигенция и революция.
- С. Л. Франк. Этика нигилизма.
- А. С. Изгоев. Об интеллигентной молодёжи.

## История появления и цели
В 1908 году известный литературовед, публицист и философ М. О. Гершензон предложил нескольким мыслителям, философам высказаться по насущным проблемам современности. Об этом вспоминает С. Л. Франк, один из участников сборника «Вехи»:

Весна 1909 г. была ознаменована… большим литературно-общественным событием — опубликованием сборника «Вехи», в котором семь писателей объединились в критике господствующего, материалистического или позитивистически обоснованного политического радикализма. Идея и инициатива «Вех» принадлежала московскому критику и историку литературы М. О. Гершензону. Гершензон, человек чрезвычайно талантливый и оригинальный, по своим идейным воззрениям был довольно далёк П. Б. (П. Б. — Струве) и мне, как и большинству остальных участников «Вех». Он исповедовал что-то вроде толстовского народничества, мечтал о возвращении от отрешённой умственной культуры и отвлечённых политических интересов к некой опрощённой органически целостной духовной жизни; в его довольно смутных воззрениях было нечто аналогичное немецкому романтическому прославлению «души», как протесту против засилья иссушающего интеллекта. Но он нашёл сообщников в своём замысле критики интеллигентского миросозерцания только в составе бывших соучастников сборника «Проблемы идеализма»: это были Н. А. Бердяев, С. Н. Булгаков, Б. А. Кистяковский, П. Б. Струве и я, к которым был присоединён ещё близкий П. Б. и мне публицист А. С. Изгоев. Общая тенденция главного ядра сотрудников «Вех» была, в сущности, прямо противоположна тенденции Гершензона. Если Гершензону миросозерцание и интересы русской радикальной интеллигенции представлялись слишком сложными, утончёнными, отравленными ненужной роскошью культуры и он призывал к «опрощению», то наша задача состояла, напротив, в обличении духовной узости и идейного убожества традиционных интеллигентских идей. Так и возник знаменитый сборник статей о русской интеллигенции. В этот сборник вошли статьи Н. А. Бердяева, С. Н. Булгакова, тогда ещё не священника, самого Гершензона, А. С. Изгоева, Б. А. Кистяковского, П. Б. Струве, С. Л. Франка. Четверо из этих авторов участвовали в тематически близких сборниках: «Проблемы идеализма» (1902) и «Из глубины» (1918).

## Критика
Сразу же после своего появления сборник вызвал шквал критики и яростные споры.

«Вехи» несомненно явились главным событием 1909 года. Ни до, ни после «Вех» не было в России книги, которая вызвала бы такую бурную общественную реакцию и в столь короткий срок (менее чем за год!) породила бы целую литературу, которая по объёму в десятки, может быть, в сотни раз превосходит вызвавшее её к жизни произведение… Лекции о «Вехах» и публичные обсуждения книги собирали огромные аудитории. Лидер партии кадетов Милюков совершил даже лекционное турне по России с целью «опровергнуть» «Вехи», и недостатка в слушателях он, кажется, нигде не испытывал.

В. И. Ленин назвал «Вехи» «энциклопедией либерального ренегатства» и «сплошным потоком реакционных помоев, вылитых на демократию».
Официальная советская критика и современные представители коммунистических течений дали этому сборнику крайне негативную оценку:

…пресловутый сборник статей либерально-октябристской профессуры и интеллигенции, вышедший в эпоху реакции, в 1909 г.… В этом сборнике оплёвывалась революционная деятельность интеллигенции в прошлом, революционеры третировались, как худшие враги страны и народа… В своё время «Вехи» встретили резкий отпор со стороны революционных кругов, в первую голову, разумеется, со стороны нашей партии.

А. И. Солженицын высоко ценил идеи и суждения, изложенные в «Вехах»:

Роковые особенности русского предреволюционного образованного слоя были основательно рассмотрены в «Вехах» — и возмущённо отвергнуты всею интеллигенцией, всеми партийными направлениями от кадетов до большевиков. Пророческая глубина «Вех» не нашла (и авторы знали, что не найдут) сочувствия читающей России, не повлияла на развитие русской ситуации, не предупредила гибельных событий. Вскоре и название книги, эксплуатированное другою группою авторов («Смена вех») узко политических интересов и невысокого уровня, стало смешиваться, тускнеть и вовсе исчезать из памяти новых русских образованных поколений, тем более — сама книга из казённых советских библиотек. Но и за 60 лет не померкли её свидетельства: «Вехи» и сегодня кажутся нам как бы присланными из будущего…

## Издания
- Вехи. — М., тип. Саблина. 1909 (изд. 1 и 2-е)
- Вехи. — М., тип. Кушнерева. 1909 (изд. 3 и 4-е), 1910 (изд. 5-е).
- Вехи. Репринт изд. 1909. — М., Новости, 1990. — 50 000 экз.
- Вехи. Репринт изд. 1909. — М., Новое время.- ж. Горизонт, 1990. — 50 000 экз.
- Вехи. Репринт 3-го изд. Л., СП Смарт, 1990 — 50 000 экз.
- Вехи. — Свердловск, изд. УрГУ, 1991. — 40 000 экз.
- Вехи. Из глубины. — М., Правда, 1991. — 50 000 экз.
- Вехи. Интеллигенция в России. — М., Молодая гвардия, 1991. — 75 000 экз. ISBN 5-235-01603-3
- Вехи. — М., Изд-во Грифон, 2007. ISBN 978-98862-036-5
- Манифесты русского идеализма / Сост. и комментарии В. В. Сапова. — М.: Астрель, 2009. — 1072 с. — 2 000 экз. ISBN 978-5-271-15023-4 (Вкл. в себя «Проблемы идеализма», «Вехи», «Из глубины»).
- Вехи. — М., Изд-во Азбука, 2011. — 5 000 экз. ISBN 978-5-389-01399-5
- Вехи. Сборник статей о русской интеллигенции. / [вступ. стак как ф. н. А. А. Тесли]. — М. : РИПОЛ классик, 2017. — 330 с. — (Вехи). ISBN 978-5-386-10251-7

## Другие сборники

### Веховство
- «Проблемы идеализма» (1902)
- «Из глубины» (1918)

### Критика
- «Анти-Вехи»
- «Смена вех»
- «В защиту интеллигенции»
- «„Вехи“ как знамение времени» (1910)
- «Интеллигенция в России» (1910)
- «По Вехам. Сборник статей об интеллигенции и национальном лице»
- «Из истории новейшей русской литературы»

### Более поздние
- «Из-под глыб» (1974)